# Cinnamomum
Cinnamomum es un género de árboles y de arbustos perennes que pertenecen a la familia de las lauráceas. Las especies de Cinnamomum poseen aceites aromáticos en sus hojas y en la corteza. El género contiene cerca de 300 especies, distribuidas en regiones tropicales y subtropicales de Norteamérica, Centroamérica, Sudamérica, Asia, Oceanía y Australasia.
Las especies notables de Cinnamomum incluyen: canela (Cinnamomum verum o C. zeylanicus), también conocida como cinamomo verdadero o Cinnamon Ceylan, canela bastarda (Cinnamomum aromaticum o C. cassia), alcanforero (Cinnamomum camphora), Cinnamon Saigon ( C. loureiroi) también conocida como canela vietnamita, cassia vietnamita o cassia Saigón

## Descripción
Son árboles o arbustos; plantas hermafroditas. Hojas alternas (en las especies neotropicales) u opuestas, frecuentemente (sub) triplinervias. Tépalos 6, iguales, erectos en la antesis; estambres 9, 4-loculares, los 6 exteriores con lóculos introrsos, los 3 internos con lóculos extrorso-latrorsos, estaminodios 3, con ápice sagitado-cordado. Baya asentada en una cúpula no profunda, los tépalos frecuentemente persistentes.

## Productos de interés
La casia genuina, sin relación con el género Cassia, que es el productor de sen, se obtiene a partir de Cinnamomum cassia y, en menor medida, de C. tamala, C. burmannii, etc; se trata de un árbol oriundo de Birmania cuya corteza seca se comercializa en forma de tiras o hebras.
La canela tiene origen en la corteza de C. zeylanicum, nativo de Ceilán, pero hoy en día cultivado también en otras regiones tropicales de Asia, aunque otros tipos de canela pueden ser obtenidos a partir de plantas diferentes, como Canella winterana, una planta de la familia Canelaceae procedente de América tropical. La canela sólo se extrae de los tallos rebrotados, comercializándose en tiras, como aromatizante en comidas, licores, pasteles, perfumes, etc., siendo sus aceites de interés medicinal.
El alcanforero, C. camphora, es un árbol ornamental oriundo de China, Japón y Formosa, más conocido sobre todo por el interés de su madera, de la que se extrae por destilación el alcanfor o canfanona, que hoy se obtienen también sintéticamente; se trata de una aceite sólido a temperatura ambiente de gran importancia en medicina, perfumería y en la fabricación de celuloide.

## Taxonomía
El género fue descrito por Jacob Christian Schäffer y publicado en  Botanica expeditior 74. 1760. La [èspecie tipo]] es Cinnamomum zeylanicum Blume.
Etimología
Cinnamomum: nombre genérico que proviene del griego Kinnamon o Kinnamomon, que significa madera dulce. Este término griego probablemente proviene del hebreo quinamom, el cual tiene origen en una versión anterior al término Kayu manis, que en el lenguaje de Malasia e Indonesia también quiere decir madera dulce. 

## Galería de imágenes

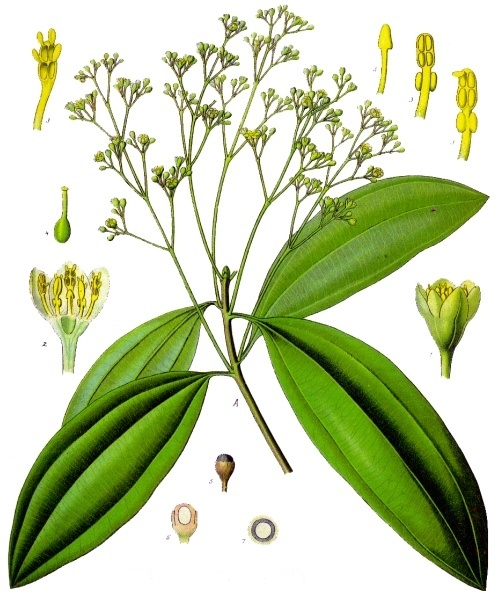
C. aromaticum
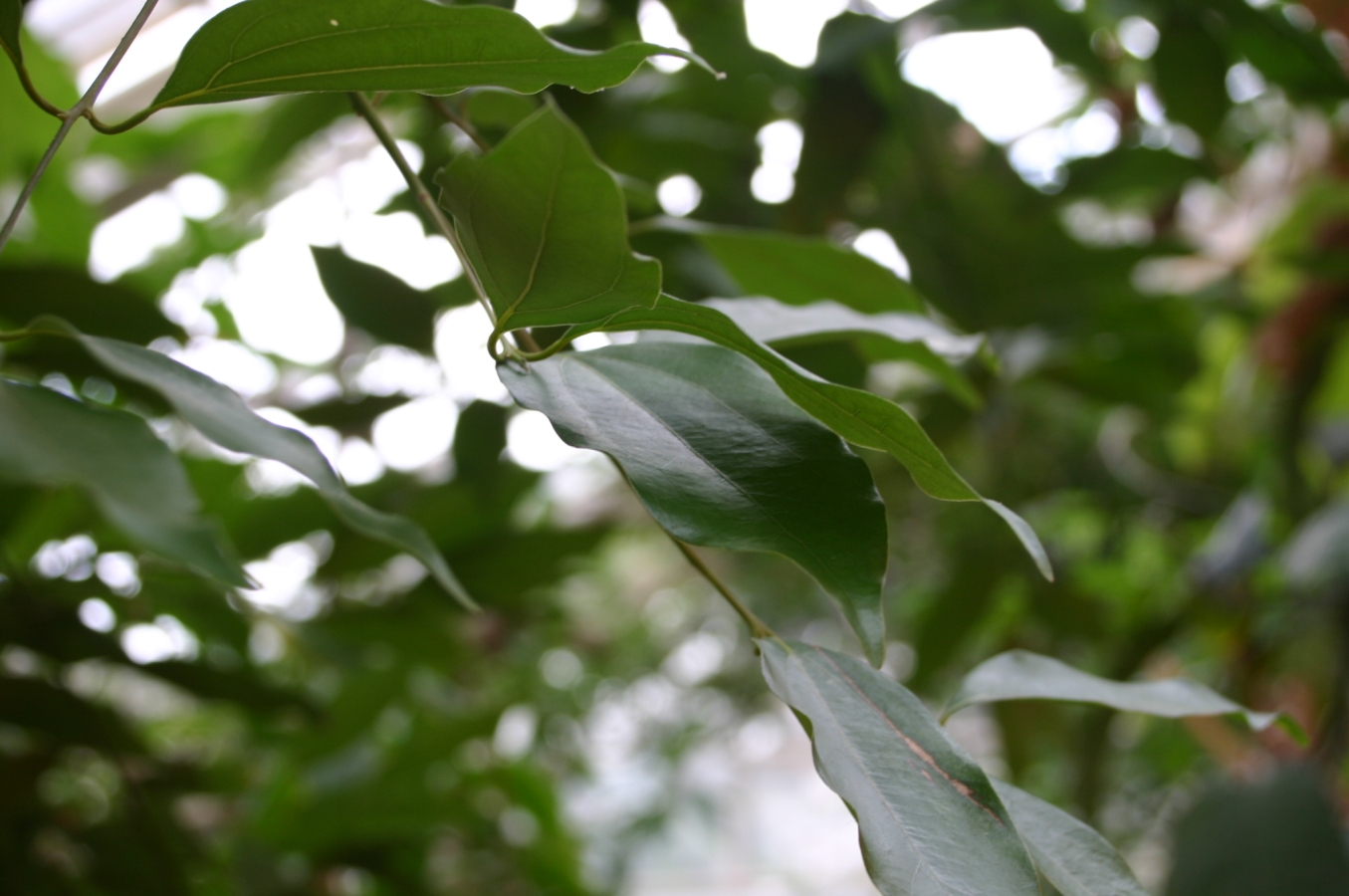
C. verum
C. verum, hojas
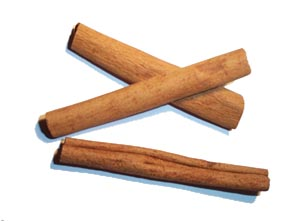
C. verum, corteza seca (canela)
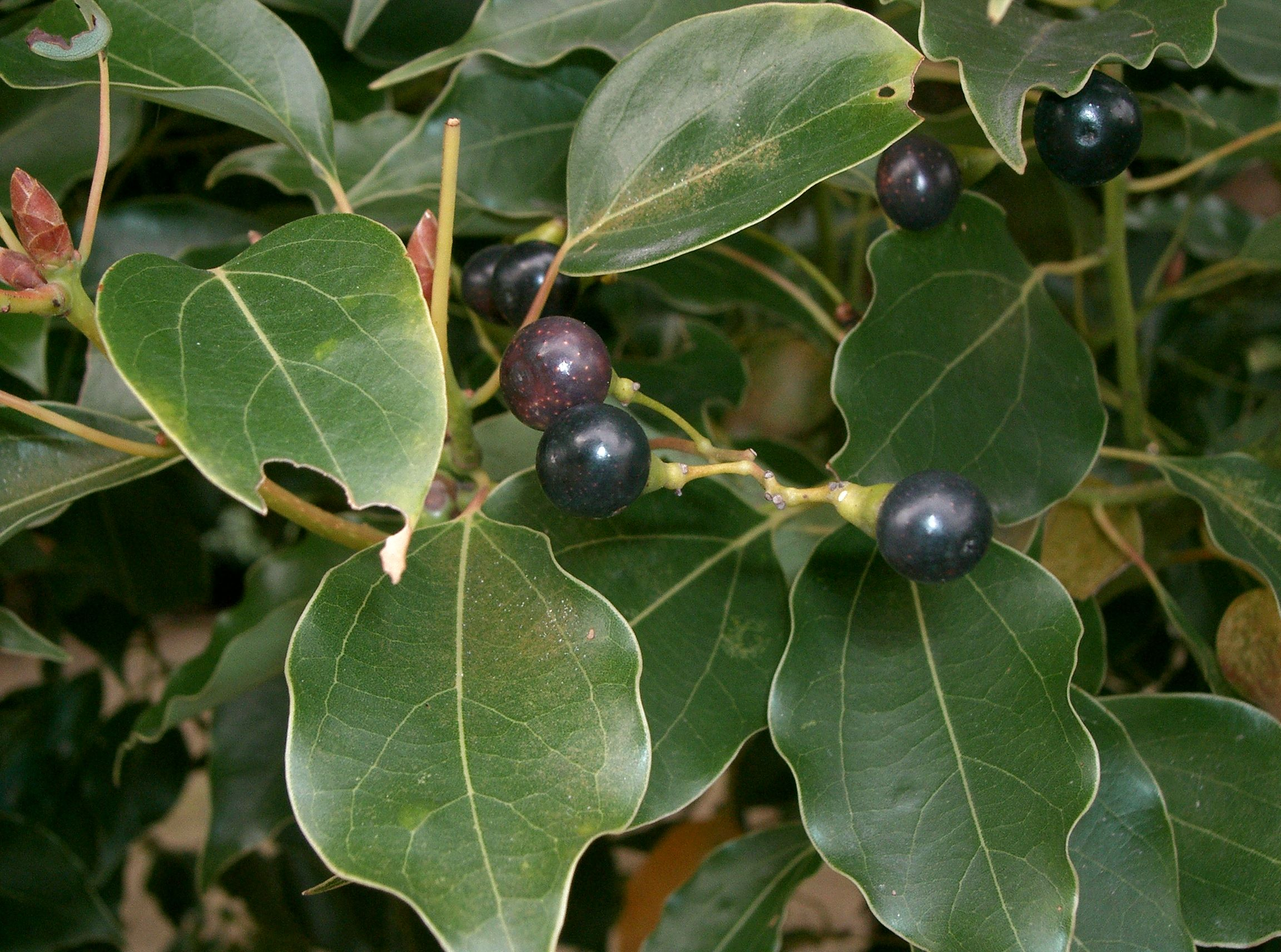
C. camphora
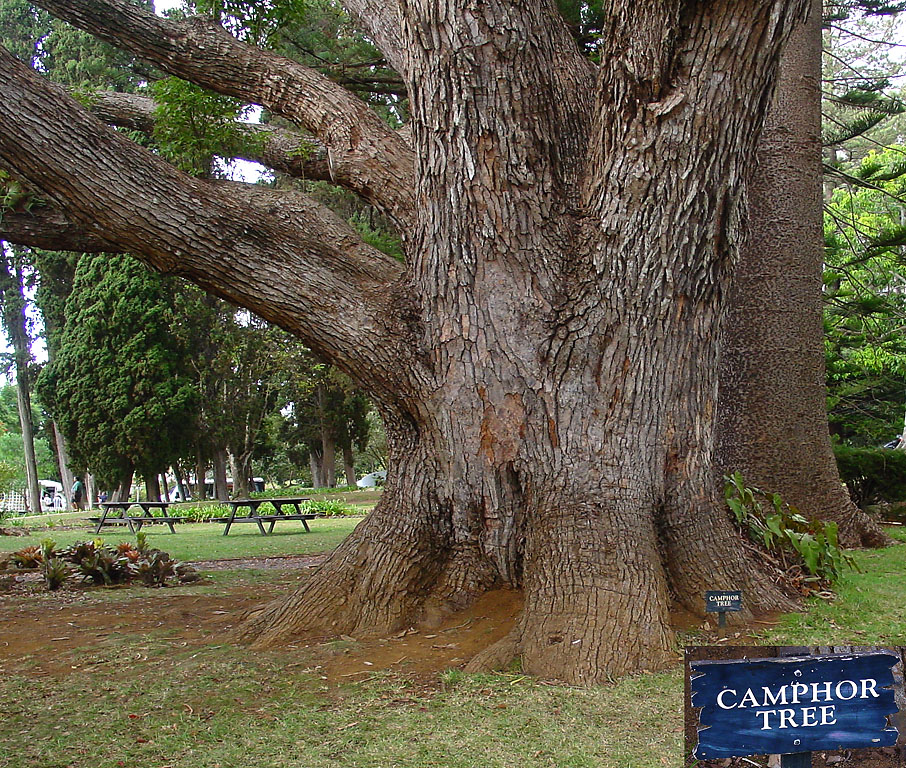
C. camphora